# Lehrvideo
Lehrvideos sind moderne Ableger des Lehrfilms auf Medien wie DVD  oder Videokassette mit anderer Zielgruppe: Während der Lehrfilm für (Gruppen-)Unterrichtszwecke hergestellt wird, ist das Lehrvideo schwerpunktmäßig für den individuellen Zuschauer im häuslichen Umfeld gestaltet. Im Gegensatz zum Dokumentarfilm  vermittelt das Lehrvideo nicht lediglich Informationen, sondern gibt konkrete Anleitungen und Hilfestellungen.
Das Medium Lehrvideo ist besonders geeignet für Lehrinhalte, die sich durch animierte oder gefilmte Visualisierung anschaulicher und einprägsamer erlernen lassen als durch Gedruckte Medien.
Bei klarer Strukturierung der zu vermittelnden Inhalte ist das gezielte Ansteuern und Wiederholen einzelner Kapitel oder Abschnitte des Videos möglich. Das eigene Lernziel kann somit von Betrachter effizienter erreicht werden als bei einem lediglich chronologisch ablaufenden Film.